# Dziki Ostrów
Dziki Ostrów este o arie protejată (sit de importanță comunitară — SCI) din Polonia întinsă pe o suprafață de 74,63 ha, integral pe uscat.

## Localizare
Centrul sitului Dziki Ostrów este situat la coordonatele 53°00′53″N 18°00′52″E / 53.0148°N 18.0145°E.

## Înființare
Situl Dziki Ostrów a fost declarat sit de importanță comunitară în decembrie 2019 pentru a proteja un număr necunoscut de specii din flora spontană și fauna sălbatică aflate în arealul zonei.

## Biodiversitate
Situată în ecoregiunea continentală, aria protejată conține 1 habitat natural: Păduri stepice euro-siberiene cu Quercus spp..
La baza desemnării sitului se află un număr nedeclarat de specii protejate.